# Ruilobuca
Ruilobuca es una localidad del municipio cántabro de Ruiloba (España). En el año 2008 contaba con una población de 65 habitantes (INE). La localidad está situada a un kilómetro de la capital municipal y a 60 m s. n. m. Es uno de los barrios del municipio en el que hay una cueva donde se encontraron vestigios de ocupación en el Paleolítico, en concreto se trata de la cueva de Rupicos.